# Shorea thorelii
Shorea thorelii är en tvåhjärtbladig växtart som beskrevs av Jean Baptiste Louis Pierre och Jean Marie Antoine de Lanessan. Shorea thorelii ingår i släktet Shorea och familjen Dipterocarpaceae. Inga underarter finns listade i Catalogue of Life.